# Exocentrus subniger
Exocentrus subniger är en skalbaggsart som beskrevs av Stefan von Breuning 1975. Exocentrus subniger ingår i släktet Exocentrus och familjen långhorningar. Inga underarter finns listade i Catalogue of Life.